# Liste des cours d'eau de Goiás
Liste des principaux cours d'eau de l'État de Goiás, au Brésil.
- Rio das Almas
- Rio Aporé
- Rio Araguaia

- Rio dos Bois

- Rio Claro
- Rio Corrente
- Rio Corumbá
- Rio Crixá-Açu (ou Crixá Grande)
- Rio Crixá-Mirim (ou Crixá Pequeno)

- Rio Descoberto

- Rio Jacaré

- Rio Manuel Alves
- Rio Maranhão
- Rio Meia Ponte

- Rio Paranã
- Rio Paranaíba
- Rio dos Peixes
- Rio Preto

- Rio Santa Teresa
- Rio São Marcos
- Rio do Sono

- Rio Tocantins
- Rio Tocantinzinho

- Rio Vermelho